# Forest History Society
Die Forest History Society ist eine US-amerikanische gemeinnützige Organisation, die sich dem Schutz von Wäldern und der Geschichte dieses Schutzes verschrieben hat. Die Gesellschaft wurde 1946 gegründet und 1955 als gemeinnützig anerkannt.

## Aktionsfelder und Ziele
Die Forest History Society hat ihren Hauptsitz in Durham, North Carolina. Sie schließt das Alvin J. Huss Archives und die Carl A. Weyerhaeuser Library ein, welche gemeinsam eine umfassende Zusammenstellung von Materialien darstellen, die mit den Zielen der Organisation in Beziehung stehen. Die Archive beherbergen große Sammlungen verschiedener nationaler Organisationen und Firmen wie der Society of American Foresters, der American Forest and Paper Association, der American Forestry Association, dem American Tree Farm System und der Weyerhaeuser Company sowie vieler weiterer kleinerer Sammlungen von nationaler oder internationaler Bedeutung. Außerdem unterhält die Forest History Society ein Publikationsprogramm, welches die Zeitschrift Environmental History, das Magazin Forest History Today, eine Reportreihe und Umwelt- und Umwelt-/ Naturschutz-fokussierte Monographien herausgibt; es gibt weiter ein Bildungsprogramm, bei dem Verständnis und Akzeptanz der menschlichen Interaktionen mit der Natur aufgebaut werden soll; sie übt weiterhin eine Funktion aus, bei der Wissenschaftler, Politiker und Grundbesitzer zusammengebracht werden. Die Gesellschaft arbeitet auch daran, die akademische Forschung auf den Feldern Wald, Schutz und Umweltgeschichte zu fördern und auszuzeichnen.

## Geschichte
Eine kleine Gruppe von Historikern und Vertretern der Forstwirtschaft kam 1946 zusammen, um eine Organisation zu gründen, die der Bewahrung des dokumentierten historischen Erbes von Nordamerika verpflichtet sein sollte. Die Forest Products History Foundation wurde gegründet und startete als Programm der Minnesota Historical Society.
Im darauffolgenden Jahrzehnt wurde Quellenmaterial für das Archiv gesammelt, es wurde ein Interview-Programm zur Geschichte geschaffen und eine vierteljährlich herausgegebene wissenschaftliche Zeitschrift wurde initiiert. 1955 wurde die Gesellschaft unter dem zweiten geschäftsführenden Direktor Elwood Rondeau „Woody“ Maunder unter dem neuen Namen Forest History Foundation als gemeinnützige Organisation anerkannt. Vier Jahre später, 1959, wurde der Name in Forest History Societ geändert.
Die Organisation verließ 1964 Minnesota und zog 1964 zunächst auf den Campus der Yale University, 1969 noch einmal an die University of California, Santa Cruz. 1984 zog die Gesellschaft an ihren heutigen Sitz in Durham (North Carolina) und begründete eine Zusammenarbeit mit der Duke University und der Nicholas School of the Environment.
1996 wurde eine Partnerschaft der Forest History Society und der American Society for Environmental History begründet. Diese Beziehung half, die Ziele der Gesellschaft über die Grenzen von Wald- und Schutzgeschichte hinaus zu erweitern und Fragestellungen der viel weiter gefassten Umweltgeschichte einzubeziehen.
Gegenwärtig führen Steven Anderson als Präsident und CEO sowie James G. Lewis als Historiker die Geschäfte.

## Publikationen
Die Forest History Society ist Herausgeber des Magazins Forest History Today und Mitherausgeber der Zeitschrift Environmental History (gemeinsam mit der American Society for Environmental History). Eine regelmäßig erscheinende Serie von Reports über Umweltbelange zu aktuellen Fragestellungen wie Feuer, Feuchtgebiete und Wälder wird ebenfalls veröffentlicht. Auch einzelne spezielle Bücher zu bedeutenden Forschungen über Wälder, Schutz und Umweltgeschichte werden veröffentlicht. Die Gesellschaft bietet auch finanzielle, editorische und wissenschaftliche Hilfe für andere Autoren an, die sich mit dem Thema Umweltgeschichte befassen.